# Cochinchidema harmandi
Cochinchidema harmandi är en skalbaggsart som beskrevs av Marc Lacroix 1996. Cochinchidema harmandi ingår i släktet Cochinchidema och familjen Melolonthidae. Inga underarter finns listade i Catalogue of Life.